# کانون تکواندوکاران ایران
انجمن صنفی کانون تکواندوکاران ایران، نخستین فدراسیون غیردولتی (غیرانتفاعی) و نهاد مدنی ورزش ایران است. این سازمان غیردولتی مستقل و ناسودبر در اواخر دهه ۱۳۷۰ تأسیس شد و سپس با اخذ تأییدیهٔ رسمی از کمیسیون ماده ۱۰ احزاب وزارت کشور در ۱۱ مهر ۱۳۸۰ به‌طور قانونی فعالیت خود را با مجوز قوه قضاییه ایران در قالب اولین فدراسیون غیردولتی ورزش ایران آغاز کرد.
بنیان‌گذار و رِئیس هیئت مدیره این سازمان، علی حق‌شناس از قهرمانان ملی و مربیان باسابقهٔ
تکواندو و سبک‌های آزاد رزمی

 و کاپیتان اسبق تیم ملی فول‌کنتاکت ایران است.
وی تعداد کثیری مربی و داور رسمی در سراسر ایران تربیت کرده است. او بنیان‌گذار تاپ‌تکواندو (تکواندو برتر)، «سبک آزاد تکواندوی جهان» به مرکزیت ایران است.
جواد مشیری (نائب‌رئیس)، منیر قاسم‌زاده (نائب‌رئیس بانوان)، محمد عبدلی‌پور (دبیرکل)، مهران خلیلی (دبیر شورای فنی)، ابوالفضل صیاد (معاون حقوقی)، مهدی قاسمی (بازرس)، جعفر شریفی (رئیس کمیتهٔ اجرائی) و داوود سرتیپی (رئیس شاخهٔ جوانان) از مدیران ارشد این نهاد غیردولتی هستند.
کانون تکواندوکاران ایران، عضو مؤسس جمعیت سازمان‌های غیردولتی ورزش ایران و هم‌چنین اتحادیهٔ فدراسیون‌های غیردولتی (غیرانتفاعی) ورزش ایران است.

## فعالیت‌ها

دومین دورهٔ مسابقات تکواندو قهرمانی کشور زیر نظر کانون تکواندوکاران ایران؛ از معدود پرتعدادترین رقابت‌های تاریخ تکواندوی ایران

تیم منتخب تکواندوی ایران برای نخستین بار توسط رئیس این سازمان به تورنمنت معتبر تکواندو آیندهون هلند در اسفند سال ۱۳۷۸ اعزام و متعاقب آن در سال‌های بعد اعزام‌های مختلف غیردولتی دیگری توسط کانون تکواندوکاران صورت پذیرفت.
کانون تکواندوکاران ایران تاکنون ضمن راه‌اندازی اولین مدارس تکواندو در ایران، ده‌ها دوره مسابقات قهرمانی استانی و کشوری در رده‌های سنی خردسالان، نونهالان، نوجوانان و جوانان بزرگسالان برگزار کرده و تعداد قابل ملاحظه‌ای مربی و داور رسمی تکواندو زیر نظر این فدراسیون غیردولتی آموزش دیده‌اند.
هم‌چنین هنر رزمی تاپ‌تکواندو (اولین سبک آزاد تکواندوی جهان)، در بدو پیدایش زیر نظر این نهاد، فعالیت قانونی خود را آغاز کرد.
دومین دورهٔ مسابقات قهرمانی کشور این سازمان از حیث حضور شرکت‌کننده از معدود پرتعدادترین رقابت‌های تکواندو در تاریخ تکواندوی ایران است.
کانون تکواندوکاران ایران در زمینهٔ مباحث تئوریک و علمی شامل برگزاری سمینارها و تألیف کتب و مقالات متعدد مرجع و دانشگاهی، در تکواندو و سایر هنرهای رزمی، فعالیتهای چشمگیری دارد.

## نقش پیشرو
کانون تکواندوکاران ایران به عنوان نخستین فدراسیون غیردولتی ورزش ایران، نقش پیشرو و مهمی در توسعه و ترویج این رویکرد در ورزش کشور داشته است. این سازمان به‌عنوان نخستین بنیاد مدنی ورزش، جایگاه ویژه در تغییر ساختار سنتی و دولتی ورزش کشور داشته است. این کانون نمونه‌ای نادر از تلاش‌های مردمی و مستقل در حوزهٔ سازمان‌دهی، آموزش و ترویج ورزش خصوصاً در دو بُعد قهرمانی و همگانی، به‌شمار می‌آید.
تا پیش از تأسیس این انجمن صنفی، تمامی فدراسیون‌های ورزشی در ایران تحت نظارت کامل نهادهای دولتی و وزارت ورزش بودند. کانون تکواندوکاران ایران علیرغم کارشکنی‌های متعدد دولتی با تشکیل ساختاری مستقل، خودگردان و غیردولتی در عمل نشان داد که می‌توان ورزش را بدون وابستگی به بودجه و دستورالعمل‌های دولتی هم توسعه داد و بر این اساس سَدشکن فعالیت سازمان‌های مردم‌نهاد دیگر شد. 
کانون تکواندوکاران نه‌تنها در اجرای مسابقات و دوره‌های آموزشی فعال است، بلکه با تألیف چندین کتاب و مقالهٔ علمی-پژوهشی و مرجع در حوزه‌های مختلف هنرهای رزمی، نقش بی‌بدیلی در تربیت مربیان، داوران و هنرجویان حرفه‌ای ایفا می‌کند. انتشار آثاری چون «فلسفهٔ هنرهای رزمی مشرق زمین»، «نقش مربی در تکواندو»، «نخستین مرجع جامع داوری تکواندو» و «نخستین مرجع فیزیولوژی تکواندو» نمونه‌هایی از این دست است.
در مجموع، انجمن صنفی کانون تکواندوکاران ایران را می‌توان پیشگام نهضت خصوصی‌سازی علمی و فرهنگی ورزش در ایران دانست؛ بنیادی که با رویکردی فرهنگی، پژوهشی و مبتنی بر خوداتکایی، توانست نگاه بسیاری از نهادهای ورزشی، دانشگاهی و حتی بین‌المللی را به خود جلب کند و الگوی تازه‌ای برای توسعهٔ پایدار ورزش در ایران ارائه دهد.

## مخالف‌های دولتی
علیرغم ساختار جداگانهٔ اداری، فنی و مالی بین دو سازمان، فدراسیون تکواندو جمهوری اسلامی ایران در زمان تصدی سید محمد پولادگر فعالانه و مستمر، ابتدا مخالف شکل‌گیری و پس از آغاز به‌کار مخالف فعالیت کانون تکواندوکاران شد. درپی آن، محمد پولادگر، ارکان مختلف شامل سطوح پایین، میانی و ارشد سازمان تربیت بدنی را نیز علیه این تشکل همراه ساخت و با درخواست از ارگان‌های حکومتی دیگر، اجماع دولتی بی‌سابقه‌ای را علیه کانون تکواندوکاران ایران شکل داده و سازمان‌دهی کرد. به تَبَع آن، سازمان تربیت بدنی موضع‌گیری و مخالفت خود را با فعالیت‌های این نهاد صنفی - تخصصی اعلام نمود.
این مخالفت‌ها از ابتدای تأسیس و اعلام موجودیت کانون تکواندوکاران ایران در ۱۱ مهر سال ۱۳۸۰ به روش‌ها و شیوه‌های مختلف ازجمله تلاش برای جلوگیری از شرکت تیم‌های اعزامی کانون در تورنمنت‌های بین‌المللی، (پیش‌تر در تورنمنت هلند)،
کوشش برای تخریب چهرهٔ این نهاد و مدیرانش در افکار عمومی با حضور یکسویه در  صدا و سیما،
صدور بخشنامه‌ها و دستورالعمل‌های متعدد به ادارات کل تربیت‌بدنی استان‌ها توسط سازمان تربیت بدنی و به هیئت‌های تکواندو شهرستان‌ها توسط فدراسیون تکواندو، ابراز گردیده است.
اقدامات سازمان‌یافتهٔ دولتی از ابتدا تاکنون، مجموعاً منجر به تعطیلی بخش قابل‌توجهی از مراکز راه‌اندازی شدهٔ این اتحادیهٔ صنفی در سراسر کشور شامل شُعب، مدارس و باشگاه‌های آن شده است.
در بخشی از نخستین بخشنامهٔ محمد پولادگر رئیس وقت فدراسیون تکواندو علیه کانون تکواندوکاران در تاریخ ۰۸/ ۰۹ /۱۳۸۰ آمده است:
«فدراسیون تکواندو ضمن اعلام خطر بروز این گونه رخدادها که آغاز تمامی مصائب و بلایا است، رسماً اعلام می‌دارد این گروه‌ها مورد تأیید این فدراسیون نبوده و همکاری هریک از افراد به هر نحو با این گروه‌ها موجب برخورد قانونی خواهد بود.»

اولین دوره مسابقات قهرمانی بانوان کشور. زیر نظر کانون تکواندوکاران ایران

محسن مهرعلیزاده، معاون رئیس‌جمهور و رئیس وقت سازمان تربیت بدنی، طی نامه‌ای رسمی به موسوی لاری وزیر وقت کشور ایران در دی ماه ۱۳۸۰، خواهان لغو مجوز تأسیس و هم‌چنین عدم صدور پروانهٔ فعالیت این اتحادیهٔ صنفی شد. تصویر این نامه در یکی از سلسله برنامه‌های رادیو - تلویزیونی ترتیب داده شده توسط محمد پولادگر علیه کانون، در مرداد ۱۳۸۲ به نمایش عموم گذاشته شد.
به گفتهٔ پولادگر، هیچ ترتیب‌اثری به درخواست و نامهٔ معاون رئیس‌جمهور از سوی وزارت کشور داده نشد.
به‌رغم رایزنی‌های غیرعلنی و هم‌چنین درخواست‌های مکتوب مقامات ارشد دولتی ورزش، پروانهٔ فعالیت کانون تکواندوکاران ایران پس از تأیید مجدد و نهائی کمیسیون ماده ۱۰ احزاب با امضاء وزیر کشور رسماً در اسفند ۱۳۸۰ صادر و متعاقباً این سازمان در قوهٔ قضائیهٔ ایران به ثبت رسمی رسید.
در یکی از بخشنامه‌های سازمان تربیت بدنی علیه کانون تکواندوکاران به ادارات کل تربیت بدنی استان‌ها در ۱۱ / ۰۸ /۱۳۸۲ با امضای مدیرکل وقت حقوقی و امور مجلس، آمده است: «همان‌طور که مطلعند اخیراً تشکل‌هایی تحت عناوین کانون تکواندو … مبادرت به کسب مجوز از مبادی ذی‌ربط نموده‌اند؛ لیکن متأسفانه علی‌رغم رسالت وجودی این تشکل‌ها، اقدام به فعالیت‌های موازی در راستای شرح وظایف مصّرح در قانون سازمان تربیت بدنی و دستگاه‌های متولی من‌جمله فدراسیون‌های ورزشی و … نموده‌اند …
لذا از آن‌جا که این تشکل‌ها از حدود و ثغور قانونی خود و دخالت در وظایف سازمان تربیت بدنی به عنوان متولی و پاسخ‌گوی امور ورزشی عواقب جبران‌ناپذیری خواهد داشت، لذا مقتضی است دستور فرمایید ضمن تأکید بر امر نظارت فعالیت این‌گونه تشکل‌های غیردولتی از برگزاری هرگونه دورهٔ مربی‌گری، داوری، مسابقات و … بدون هماهنگی و تأیید فدراسیون مربوطه، جلوگیری به عمل آید.»
علی کفاشیان معاون ورزشی وقت سازمان تربیت بدنی نیز به ایسنا گفت: «درنظر داریم از طریق مراجع ذی‌ربط قانونی جلوی کار این تشکل‌ها گرفته شود، ...
سازمان تربیت بدنی مخالف فعالیت کانون‌ها می‌باشد و از فعالیت‌های آنان جلوگیری خواهد شد.»
در واکنش به مخالفت‌های دولتی، علی حق‌شناس در فروردین ۱۳۸۱ در گفت‌وگو با خبرگزاری جمهوری اسلامی اظهار داشت: «در تمام ابعاد تکواندو فعالیت خواهیم کرد.»

## درگیری طرفین در رسانه‌ها

ششمین دوره مسابقات خردسالان استان تهران. زیر نظر کانون تکواندوکاران ایران

سید علی حق‌شناس در خرداد ۱۳۸۱ در ارتباط با همکاری با فدراسیون تکواندو گفت: «کانون به‌دنبال تقابل و ستیز با هیچ نهادی نیست و نیازی به این‌گونه مسائل ندارد. با فدراسیون تکواندو هم مشکلی نداریم، مگر آن‌که خود، خواهان درگیری باشند. کانون به دنبال اتحاد و وفاق ملی در این ورزش است نه تفرقه و نفاق …
یک عده می‌نشینند و می‌گویند این‌ها فدراسیون را قبول ندارند، مگر می‌شود یک جایگاه رسمی را قبول نداشت؟ از طرفی مگر می‌شود یک سازمان قانونی و به ثبت رسیده را قبول نداشت؟! … تشکیلاتی که توان رقابت نداشته باشد، دست به کارشکنی می‌زند.»
سید محمد پولادگر رئیس فدراسیون تکواندو در تیر ۱۳۸۱ در گفت‌وگو با ایسنا گفت: «وزارت کشور بدون درنظر گرفتن صلاحیت فنی و علمی کانون تکواندوکاران درحقیقت به فدراسیونی موازی اجازه فعالیت داده است.»
وی در این گفت‌وگو اظهار کرد: «برخی با بدعت گذاشتن در تکواندو به دنبال منافع شخصی خود هستند.»
ناصر پورعلی فرد، دبیرکل سابق و نائب رئیس وقت فدراسیون تکواندو نیز گفت: «بحث مهم این است که دیدگاه کُلی نسبت به ورزش چیست؟ آیا یک صنف است یا حزب؟ وقتی مرجعی مجوز تشکیل کانون را می‌دهد، این به سازمان تربیت بدنی لطمه می‌زند … معلوم نیست چطور و از چه راه‌هایی برخی از افراد تیم‌هایی را به خارج اعزام می‌کنند، حتی خود ما در انجام این کار حیرانیم.»
پورعلی فرد در سال ۱۳۹۹ با حکم پولادگر مشاور عالی فدراسیون تکواندو شد.
حق‌شناس در پاسخ به این گفته‌ها، در مصاحبه با ایسنا خواهان انتشار سوابق علمی و فنی رئیس و مسئولان فدراسیون دولتی تکواندو شد و آنان را «غیرمتخصصین تمام‌عیار» نامید. او در این گفت‌وگو، مخالفان کانون را «قانون‌شکن» خواند.
وی در مرداد ۱۳۸۱، برای دومین بار پس از فروردین آن سال، به رئیس فدراسیون دولتی تکواندو درخصوص برخورد قضائی هشدار داد.
در یازدهم مهر ۱۳۸۱ تاپ‌تکواندو (نخستین سبک آزاد تکواندو) تحت پوشش کانون تکواندوکاران اعلام موجودیت کرد.

کمیتهٔ داوران کانون تکواندوکاران ایران

محمد پولادگر در اولین نشست رسانه‌ای فدراسیون تکواندو در آن سال گفت: «تشکیل سَبکی جدید چه تأثیری در رشد و گسترش تکواندو کشور دارد؟ ضمن این که اتحاد و انسجام موجود در تکواندو را که مهم‌ترین عامل پیروزی است به خطر می‌اندازد. در این راستا، کمیسیون ماده ۱۰ احزاب باید مراحل نظارتی خود را تقویت کرده و در زمینهٔ صلاحیت افراد دقت بیشتری داشته باشد.»
در این کنفرانس رادیو - تلویزیونی، رئیس فدراسیون تکواندو در جمع خبرنگاران در مورد حضور تشکل‌های غیردولتی در تکواندوی کشور تصریح کرد: «از نظر ما اگر این تشکل‌ها قانون‌مند و ضابطه‌دار شوند، از آنان استقبال خواهیم کرد، ولی با درنظر گرفتن روال کنونی، هیچ‌گونه تضمینی نسبت به جلوگیری از بروز مشکلاتی در ساختار ورزش و فدراسیون تکواندو جمهوری اسلامی ایران نمی‌دهیم؛ زیرا تداخل به‌وجود آمده با شرح وظایف مصوب فدراسیون، مانع از نظارت کافی سازمان تربیت بدنی می‌شود. محمدرضا پولادگر خاطرنشان کرد به‌دلایل مختلفی ازجمله برخی مشکلات شخصی با فدراسیون، افرادی جذب این تشکل‌ها شده‌اند.» وی افزود: «در جلسه‌ای که با کمیسیون ماده ۱۰ احزاب وزارت کشور داشتیم، گفتیم یکی از بزرگ‌ترین مشکلاتی که فدراسیون تکواندو ایران دارد، این است که کانون تکواندوکاران شرح وظایف فدراسیون را در اساسنامهٔ خود دارد … صدور گواهی‌نامهٔ مربی‌گری، داوری این‌ها جزو مواردی است که اختلاف ایجاد می‌کند.»
پولادگر در واکنش به گفته‌های خبرنگاری که فعالیت کانون در سبک سُنتی تکواندو "هیانگ (I.T.F)" پس از سال‌ها و خلق تاپ‌تکواندو به‌مرکزیت ایران را ازجمله نوآوری‌های بزرگ کانون تکواندوکاران ایران دانست، گفت: «کدام نوآوری؟! هیانگ سال‌ها است که مطرود شده است و هیچ نوآوری نیست و یک دکان است، تاپ‌تکواندو هم برای تفرقه است.» او در این نشست خبری تنها راهکار حل مسائل کنونی را کسب مجوز فعالیت از سوی فدراسیون تکواندو دانست.
سه روز پس از کنفرانس پولادگر، اولین دورهٔ تاپ‌تکواندو قهرمانی ایران، انتخابی تیم ملی برگزار شد.
رئیس کانون تکواندوکاران در گفت‌وگوئی اظهار داشت: «اگر قرار باشد نهاد غیردولتی مجوز خود را از بخش دولتی خاص آن کار اخذ نماید، پس نام غیردولتی بی‌معنی می‌شود.» او با اشاره به اصل ۲۶ قانون اساسی و قوانین تابعهٔ آن، شرحی از مراحل اخذ مجوز و وضعیت حقوقی انجمن‌های صنفی را ارائه داد. وی در این گفت‌وگو تصریح کرد: «این آقایان بهتر است به جای ایستادگی در برابر یک تشکل مردمی، فکری عاجل به حال ورزش ایران کنند که سال‌به‌سال حتی از کشورهای هم‌جوار خودمان هم عقب نیفتیم و خصوصی‌سازی که زمینهٔ بالندگی در ورزش کشور است را شروع کنند.» حق‌شناس با کنایه به مهرعلیزاده رئیس وقت سازمان تربیت بدنی که باشگاه پرسپولیس را علیرغم مخالفت‌های اهالی فوتبال، دولتی کرد
و کمیته‌های رزمی زیر نظر تربیت بدنی را منحل ساخت، خاطرنشان کرد: «کانون تکواندوکاران نه یک باشگاه فوتبال است که
به‌راحتی تصاحب شود و نه یک کمیته که بتوان چوب انحلال به آن نواخت.»
علی حق‌شناس، چندی بعد در نشست خبری کانون که به میزبانی خبرگزاری ایسنا برگزار شد، کارشکنی‌های فدراسیون تکواندو در روند کاری کانون تکواندوکاران را بی‌اثر خواند و خواستار بررسی چگونگی هزینه‌کرد بودجهٔ بیت‌المال در این فدراسیون از سوی سازمان بازرسی کل کشور شد. وی وجود هرگونه تداخل در فعالیت‌های کانون و فدراسیون را رَد کرد و تمام فعالیت‌های کانون را در چارچوب اساسنامهٔ مصوب قوه قضاییه ایران و قانون دانست؛ رئیس کانون تکواندوکاران هم‌چنین افزود: «در بحث تعیین صلاحیت‌های افراد علاقه‌مند هستیم، مدارک و سوابق علمی و فنی مسئولان فدراسیون تکواندو در معرض افکار عمومی قرار گیرد؛ در این راستا ما نیز آمادگی خود را در بحث ارائهٔ سوابق خود اعلام می‌داریم.» در این نشست مطبوعاتی، حق‌شناس اظهارنظر در مورد تاپ‌تکواندو را خارج از حیطهٔ صلاحیت مسئولان فدراسیون تکواندو دانست.
با افزایش فعالیت‌های کانون تکواندوکاران در کشور، حملات فدراسیون تکواندو در صدا و سیما و پاسخ‌های کانون در خبرگزاری‌ها و مطبوعات شدت یافت.

سمینار علمی تخصصی کانون تکواندوکاران ایران.

محمد پولادگر در ۴ خرداد ۱۳۸۲ بار دیگر با حمله به کانون و سَبک تاپ‌تکواندو به ایسنا گفت: «وزارت کشور بدون استعلام از سازمان تربیت بدنی به آن‌ها مجوز فعالیت داده است» او افزود: «سَبک تاپ تکواندو یک سبک ابداعی است و در هیچ جای دنیا وجود خارجی ندارد، به همین علت و به خاطر تخلفی که شده، فدراسیون، موضوع را از لحاظ قانونی پی‌گیری خواهد کرد.»
سید محمد پولادگر در ۱۱ مرداد ۱۳۸۲ در برنامهٔ زندهٔ تلویزیونی «ورزش از شبکه دو» که با موضوع کانون تکواندوکاران، پخش شد، اظهار داشت: «با دادن مجوز به کانون، فدراسیونی در برابر فدراسیون دولتی ایجاد شده است؛ این‌ها سَبکی را هم با ذوق و سلیقهٔ خود ابداع کرده‌اند که هیچ وجود خارجی ندارد، خودشان هم معترفند که بوکس آمریکایی را با تکواندو تلفیق کرده‌اند و این در ورزش‌های رزمی خطرناک است … بدعتی در ورزش کشور در حال شکل‌گیری است …؛ اما نکتهٔ مهم این‌جا است که با اعطاء مجوز به این گروه، عملاً حاکمیت دولت بر ورزش کشور از بین رفته و این خطر برای امنیت ملی است … حتی معاون رئیس‌جمهور و رئیس سازمان در نامه‌ای خواستار لغو مجوز آنان شده، اما هیچ ترتیب‌اثری به این درخواست داده نشده است … این را باید به حساب مظلومیت ورزش کشور گذاشت که مرجعی سیاسی مجوز فعالیت ورزشی می‌دهد.»
در مرداد ۱۳۸۲، نمایش تلویزیونی اختصاصی علیه کانون تکواندوکاران تهیه و از شبکه خبر سیما پخش گردید. غلامحسن ذوالقدری سرمربی وقت تیم ملی و فرد نزدیک به محمد پولادگر در این برنامه با حمله به کانون و تاپ‌تکواندو گفت: «کانون بهتر است با فدراسیون همکاری کند و هماهنگ باشد … رشته‌ای مَن‌درآوردی که دارای هیچ سازمان یا ارگان خارجی نیست که ما بتوانیم وابسته به آن باشیم و مدارج یا مدارک بین‌المللی را از جایی که این تاپ‌تکواندو به آن وابسته است اخذ کنیم، نباید فعالیت کند.»
تاپ‌تکواندو در سال ۱۳۸۳، سازمان مستقل بین‌المللی شد.
بهزاد خداداد ملی پوش سابق تکواندو در برنامهٔ شبکهٔ خبر با حملهٔ مستقیم به رئیس کانون تکواندوکاران گفت: «من بشخصه، کانون تکواندو را به رسمیت نمی‌شناسم و اهمیتی هم برایش قائل نیستم … واقعاً بعد از بیش از سی سال فعالیت مستمرِ فدراسیون تکواندو، یک‌ساله، یک شخصی آمده و برای خودش یک کانونی تشکیل داده و هنرجویان تکواندو را بنا به دلایلی، به سمت خودش کشانده، حالا مادی، به سَمت خودش کشیده، و این‌ها را از فدراسیون تکواندو دور کرده و برده‌اند در کانون تکواندو. این‌ها، سفرهایی هم که می‌روند، مدال‌های ما بچه‌های ملی‌پوش را زیر سؤال می‌برند، یا حتی فعالیت‌های مستمر و سرمایه‌گذاری‌های فدراسیون تکواندو را زیر سؤال می‌برند.»
هادی ساعی در این برنامهٔ تلویزیونی اظهار داشت: «اگر بیایند، در و آغوش باز فدراسیون به رویشان باز است و کسی هم جلوی کارشان را نمی‌گیرد … این‌ها تیم ملی تاپ‌تکواندو را هم تشکیل داده‌اند! مگر می‌شود یک کشور دو تا تیم ملی داشته باشد در یک رشتهٔ ورزشی! … باید زودتر جلوی این قضیه گرفته شود تا فدراسیون و ملی‌پوشان و مربیان با خاطری آسوده به مسابقات جهانی (۲۰۰۳) و المپیک آتن (۲۰۰۴) بروند، اگر تمرکز فدراسیون از بین برود، ما مسلماً در این رقابت‌ها ضربه می‌خوریم.»
تیم ملی تاپ‌تکواندو، آذرماه ۱۳۸۲ پس از نخستین دورهٔ قهرمانی ایران و اردوهای ملی به مسابقات برون‌مرزی کیک‌بوکسینگ اعزام شد.
سید حسن زاهدی قهرمان اسبق تکواندوی جهان، همراه با پولادگر با شرکت در برنامهٔ اختصاصی زندهٔ تلویزیونی دیگری در شبکه یک  صدا و سیما با نام «دیدار در وقت اضافه» که بازهم بدون دعوت و حضور نمایندهٔ کانون تکواندوکاران برگزار شد، بیان کرد: «این مسئله یک معظل بزرگ در ورزش مملکت شده است که برای حل این مشکل، کانون نباید مقاومت کرده و به‌طور حتم باید تحت نظارت فدراسیون تکواندو درآید.» زاهدی، چندی بعد دبیرکل فدراسیون تکواندو شد.
علی حق‌شناس در برابر سخنان محمد پولادگر بیان داشت: «خطر برای امنیت ملی را وام‌دار بیگانه بودن و سنگ فدراسیون‌های خارجی را بر سینه زدن می‌دانیم. با ارائهٔ تاپ‌تکواندو، عدم وابستگی ایران در ورزش‌های رزمی به بیگانگان را به اثبات رساندیم.»
او هم‌چنین خواهان توضیح مقامات ورزش ایران در مورد حضور یک خارجی (کره‌ای) [شین چال کانگ] در رأس کمیتهٔ فنی فدراسیون تکواندوی ایران و مناسبات پشت پردهٔ آن شد.
جواد مشیری دبیرکل وقت کانون تکواندوکاران در واکنش به مصاحبهٔ غلامرضا ابراهیمی دبیرکل وقت فدراسیون تکواندو با هفته‌نامهٔ رزم‌آور در ۱۳۸۲/۰۵/۰۴ که خواهان انتقاد سازنده از سوی کانون تکواندوکاران و گرفتن مجوز این نهاد از فدراسیون تکواندو شده بود، در ۱۳۸۲/۰۵/۱۱ به رزم‌آور گفت: «آقایانی که دَم از انتقاد سازنده می‌زنند، لطفاً بگویند انتقاد سازنده، ارائهٔ بخشنامه‌هایی از سوی یک مسئول است که در آن بدترین تهمت‌ها و هتک حرمت‌ها وجود دارد؟! آقایان فکر کرده‌اند، کانون یک مدرسه است و فدراسیون یک وزارتخانه!»
محمدرضا پولادگر در ۱۷ مرداد ۱۳۸۲ در برنامهٔ تلویزیونی شبکه خبر گفت: «علاوه بر این‌که اساسنامهٔ تأیید شدهٔ این‌ها، با شرح وظایف فدراسیون‌ها مصوب هیئت وزیران یکی است، این آقایان حتی از اساسنامهٔ خودشان هم پا را فراتر گذاشته‌اند، و تخلفات بسیار بسیار فراوانی حتی از اساسنامهٔ خودشان دارند، ما دو سال است تخلفات این‌ها را گزارش می‌دهیم؛ ازجمله عنوان جعلی فدراسیون غیرانتفاعی است که مرتباً در روزنامه‌ها و جراید از آن استفاده می‌کنند …، به‌عنوان عضو کوچکی از جامعهٔ ورزش از مسئولین استدعا می‌کنم، استدعا می‌کنم … اجازه ندهند ارزش‌های ورزش ما توسط افرادی با اهدافی کاملاً مشخص و بَیِّن از بین برود.»
کانون تکواندوکاران پس از اظهارات رئیس فدراسیون دولتی تکواندو که هم‌زمان با برگزاری دومین دورهٔ مسابقات تکواندو قهرمانی ایران بود، در نشریات و جراید اعلام کرد: «تکواندوی ایران در سیطرهٔ اولین فدراسیون غیرانتفاعی ورزش کشور».
درحالی که پولادگر در برنامهٔ ورزش و مردم از احتمال تحت پوشش قرار گرفتن سازمان‌های غیردولتی زیر نظر سازمان تربیت بدنی سخن گفت، علی حق‌شناس در ۲۵ مرداد ۱۳۸۲ در گفت‌وگویی با رَد این موضوع، محسن مهرعلیزاده معاون رئیس‌جمهور و رئیس وقت سازمان تربیت بدنی را به کارشکنی علیه نهادهای مدنی ورزش متهم و وی را به برخورد قضائی تهدید و تصریح کرد: «با کارشکنان در هر منصب و موقعیت قانوناً برخورد می‌کنیم.» او افزود: «این آقایان مسئول ورزش کشور که به ظاهر با ارائهٔ طرح‌های جامع به دنبال خصوصی‌سازی هستند، در عمل برای یک تشکل مردمی مشکل ایجاد می‌کنند. مانده‌ایم با این حجم کارشکنی قسم حضرت عباس را باور کنیم یا دم خروس را.»
علی حق‌شناس در واکنش به گفته‌های محمد پولادگر در برنامهٔ زندهٔ ۱۳۸۲/۰۵/۳۱ «ورزش از نگاه دو» که در آن از احتمال مذاکره و حل‌وفصل اختلافات بین کانون و فدراسیون سخن گفت، در ۱۳۸۲/۰۶/۰۱ در گفت‌وگو با ایسنا بیان کرد: «فدراسیون تکواندو راه هرگونه تعامل را مسدود کرده است.» وی خاطرنشان کرد: «بسیار علاقه‌مند هستیم تا مسئولی که صلاحیت فنی اعضاء کانون را به زیر سؤال می‌برد، تنها یکی از سوابق قهرمانی و مربی‌گری خود را در معرض افکار عمومی قرار دهد، سازمان تربیت بدنی نیز باید در زمینهٔ حضور افراد غیرمتخصص در رأس فدراسیون تکواندو پاسخ‌گوی جامعهٔ ورزش باشد.»

## ارجاع اختلافات به محاکم قضایی
در اسفند ۱۳۸۱، رئیس کانون تکواندوکاران از رئیس فدراسیون تکواندو به اتهام نشر اکاذیب، افترا، اهانت و تشویش اذهان عمومی به قوه قضاییه ایران شکایت کرد. در پی این شکایت که ابتدا در شعبهٔ ۳۰۲ مجتمع قضایی شهید قدوسی تهران مورد رسیدگی قرار گرفت به سیدمحمد پولادگر تفهیم اتهام شد و وی با قرار تأمین آزاد گردید.

## محکومیت رئیس فدراسیون تکواندو
پس از شکایت متقابل سید محمد پولادگر از سید علی حق‌شناس و برگزاری جلسات متعدد دادگاه، شعبهٔ ۱۰۴۰ مجتمع قضایی قدوسی به ریاست قاضی صفری با رَدّ شکایت پولادگر از حق‌شناس، حُکم خود مبنی بر محکومیت رئیس فدراسیون تکواندو را در آذر ۱۳۸۲ صادر کرد.
در حکم دادگاه آمده است: «درخصوص اتهام سید محمد پولادگر با توجه به گزارش انتظامی و مستندات ابرازی شاکی، متضمن اینکه کانون تکواندوکاران، با طی تشریفات قانونی اقدام به اخذ مجوز قانونی کرده، که متعاقب آن متهم در مصاحبه با رسانه‌های گروهی و بخشنامه‌ها اقدام به نشر اکاذیب غیرمجاز و غیرقانونی بودن کانون و افرادی فرصت طلب و سودجو نسبت به افراد آن منتسب کرده است و اقرار متهم و مدافعات غیرموجه او و وکیلش و سایر قرائن و امارات موجود در پرونده اتهامش به نظر دادگاه محرز است.»
پس از صدور این رأی، پولادگر در گفت‌وگو با ایپنا گفت: «واقعیت این است که در حق فدراسیون کم‌لطفی می‌شود. ما نیز شکایت متقابلی از کانون داشته‌ایم که هنوز پس از گذشت شش ماه هیچ چیز مشخص نشده است. در صورت صحت صدور این حکم از دادگاه تجدیدنظر فرجام‌خواهی خواهیم کرد.»

## رأی دادگاه تجدید نظر استان تهران
در اسفند ۱۳۸۲، دادگاه تجدید نظر استان تهران به ریاست قاضی سازگار زاده در حکمی ضمن عدم پذیرش اعتراض حق‌شناس به حکم دادگاه بدوی نسبت به اجرای مفاد ۶۹۷ و ۶۹۸ قانون مجازات اسلامی ایران، حکم برائت سید محمد پولادگر از اتهامات وارده را صادر کرد.
حق‌شناس پس از صدور این حکم گفت: «بدیهی است اعتراض خود را نسبت به این رأی به هیئت تشخیص قوه قضاییه تقدیم خواهیم کرد، دادگاه تجدیدنظر اساساً وارد موضوع دعوی نشده است.»

## شکایت در دیوان عدالت اداری
علی حق‌شناس در مهر ۱۳۸۹ و در نهمین سالگرد تأسیس کانون گفت: «در طول این سال‌ها پیگیر احقاق حق کانون تکواندوکاران در مراجعی هم‌چون دیوان عدالت اداری بوده‌ایم که تاکنون نتیجه نگرفته‌ایم.»

## تنش تاکنون

سومین دوره مسابقات قهرمانی باشگاه‌های ایران.

رئیس کانون تکواندوکاران ایران در مهر ۱۳۸۳، موضع‌گیری سازمان تربیت بدنی و فدراسیون تکواندو در مواردی هم‌چون صدور گواهینامه توسط کانون را دخالت و اخلال در فعالیت یک تشکل قانونی دانست:
«به عنوان یک اتحادیه صنفی موظف به صدور گواهینامه و ارائهٔ تسهیلات به اعضای خود هستیم. کسی هم به‌سادگی به‌عضویت کانون درنمی‌آید. یک عضو مراحل مختلفی را برای عضویت طی می‌کند. در رأس گواهینامه‌های اعطاء شده، نام سازمان تربیت بدنی، فلان فدراسیون یا هیچ سازمان دیگری قید نشده، بلکه نام کانون تکواندوکاران ایران حَکّ شده است؛ پس به هیچ مرجع یا فردی ارتباطی ندارد که ما حکم مربی‌گری یا … به اعضای خود می‌دهیم. دخالت‌هایی از این دست مثل این است که بنده به درب منزل کسی مراجعه کنم و بگویم تو حق نداری به خانواده‌ات غذا بدهی یا باید فلان جور غذا را بدهی. به‌اعتقاد من این‌ها بهانه‌هایی واهی برای خدشه واردکردن به تشکیلاتی است که از ابتدا آماج حمله بوده و با فعالیت‌هایش خیلی از مسائل را روشن کرده است … کسانی که حرکت موازی با فدراسیون را مطرح می‌کنند، لطفاً بگویند یک فدراسیون دولتی چه‌قدر بودجه و امکانات دارد؟! و تشکیلاتی که از ابتدا آماج حمله بوده، چگونه کار کرده و به این‌جا رسیده است؟»

دوره مربی گری - داوری تکواندو پومسه اصفهان، زیر نظر دکتر حق‌شناس

پس از اعزام تیم تحت نظارت کانون به یک تورنمنت بین‌المللی در سال ۱۳۸۴، سید حسین عباسی دبیر وقت فدراسیون تکواندو، این اعزام را غیرقانونی دانست! او در گفت‌وگو با روزنامه ایران ورزشی گفت: «آن‌طور که از شواهد پیداست این تیم تحت نظر کانون تکواندو که از نظر قانونی مجوز و اعتبار لازم را ندارد، هدایت می‌شود و با این‌که مسئولان این کانون خود را یک N.G.O می‌دانند، اما فدراسیون تکواندو هیچ‌گونه مجوزی برای حضور این تیم برای رقابت‌های بین‌المللی صادر نکرده و طی نامه‌ای به حراست سازمان خواهان برخورد با این گونه اقدامات شدیم. در نامه‌ای به خبرگزاری فارس هم خواسته‌ایم تا نسبت به درج اخباری که وجاهت قانونی ندارند، حساسیت بیشتری به‌خرج دهند … باتوجه به اعتباری که تکواندو ایران در سطح جهان دارد، اجازه نمی‌دهیم اعتبارمان با این‌گونه اقدامات خدشه‌دار شود.» عباسی این سخنان را در رادیو ورزش نیز تکرار کرد.
این اظهارات، شکایت کانون تکواندوکاران از وی به سازمان قضایی نیروهای مسلح را درپی داشت.
روزنامه ورزشی نود در این‌باره در ۱۶ بهمن ۱۳۸۴ نوشت: «سکوت واژه‌ای آشنا برای همگان است … شنیدیم یکی از فدراسیون‌های رزمی فعلاً ترجیح داده که مسئولان اجرائی آن در مقابل رسانه‌های گروهی و پرسش‌های خبرنگاران سکوت پیشه کرده و از هرگونه توضیحی خودداری کنند. ظاهراً دلیل اصلی این تصمیم اظهار نظر جنجالی مطرح شده توسط یکی از مسئولان فدراسیون و طرح شکایت طرف مقابل در محاکم قضایی بوده است. علاوه بر این فعلاً این فدراسیون حفظ آرامش ولو ظاهری را به‌مراتب بیش از درگیری با برخی مراجع بالاتر دانسته است.»
روزنامهٔ شرق در تاریخ ۱۷ بهمن ۱۳۸۴ در مطلبی با تیتر دادگاهی نوشت:
«اگر در همین روزها خبری مبنی بر حضور دبیر فدراسیون تکواندو در محاکم قضایی شنیدید، تعجب نکنید. دبیر فدراسیون که چندی قبل به اعزام تیم کانون تکواندوکاران ایران به تورنمنت روسیه معترض بود و این تشکل را غیرقانونی دانسته بود! حالا باید پاسخ‌گوی شکایت این سازمان باشد. جالب است که پولادگر رئیس فدراسیون نیز چندی قبل به‌خاطر اظهارنظری مشابه در مراجع قضایی محکوم شد و با وثیقهٔ ۲۰ میلیونی آزاد شده بود. طبق قانون تشکل‌های ورزشی از وزارت کشور مجوز می‌گیرند و مطابق اساسنامه می‌توانند به تورنمنت‌های خارجی اعزام شوند، به‌همین دلیل تیم حقوقی کانون تکواندوکاران شکایت خود را به دادگاه ویژهٔ نیروهای مسلح تسلیم کرده و منتظر روز بررسی است.»
این شکایت با برخی وساطت‌ها پس گرفته شد.
شرق در ۲۹ بهمن ۱۳۸۴ نوشت: «بعد از … اظهارنظر عجیب دبیر فدراسیون دربارهٔ کانون تکواندوکاران، این روزها هیچ‌کس حق ندارد دربارهٔ تکواندو اظهار نظر کند! سید محمد پولادگر رئیس فدراسیون اعضای فدراسیون را از انجام مصاحبه و ارائهٔ اطلاعات به رسانه‌ها منع کرده و جالب است که حتی روابط عمومی فدراسیون هم کاملاً چراغ‌اش خاموش شده است.»عباسی پس از بحث‌های جدی دربارهٔ تغییرش در اسفند ۱۳۸۶ از دبیری فدراسیون تکواندو برکنار شد.
کانون، مجدداً در سال‌های بعد اقدام به اعزام تیم‌های تکواندو به تورنمنت‌های بین‌المللی و جهانی کرد.
چندی بعد، حق‌شناس در نشست مطبوعاتی در محل خبرگزاری فارس دراین‌باره گفت: «افرادی که صحبت‌های غیرمسئولانه بیان می‌کنند، باید بدانند که پیش از این نیز چنین اظهاراتی تَبَعات سنگینی را به‌همراه داشته است؛ بنابراین بهتر است، دست از این رفتار غیرحرفه‌ای بردارند … برای ما هیچ منعی نیست تا با این‌ها همکاری کنیم؛ اما این فدراسیون است که هیچ رغبتی برای همکاری نشان نمی‌دهد. آن‌ها در این سال‌ها تصور می‌کردند که اگر ما را تحریم کنند، نابود می‌شویم.» او بیان داشت: «ساختار فنی تشکیلات ما نیز مستقل است؛ به طوری که حتی یک مدرس نیز از فدراسیون به خدمت نگرفته‌ایم … فدراسیون‌ها حق دریافت شهریه از ورزشکاران را ندارند، بودجهٔ کلان دولتی می‌گیرند، ورزش کشور نیازمند خانه‌تکانی اساسی است … همین سالن کبکانیان برای فدراسیون تکواندو کلی سودآوری دارد … علت این همه گرایش به کانون چیست؟ اگر فدراسیون واقعاً کار ما را غیرقانونی، غیرتخصصی و خارج از استانداردها می‌داند، پس این توفیقات نتیجهٔ چه بوده است؟ چرا گرایش مردم به تشکل‌های ما تا این حد قابل توجه است … وقتی تاپ تکواندو را راه‌اندازی کردیم، این‌ها احساس خطر کردند و به همه‌جا ازجمله فدراسیون جهانی نامه زدند و اعتراض کردند! اما می‌بینیم که فدراسیون جهانی تکواندو برای جذاب کردن تکواندو پس از دهه‌ها، کمیتهٔ اصلاحات تشکیل می‌دهد و به‌دنبال متنوع کردن این رشته است؛ تغییرات داوری، کوچک کردن شیاپچانگ و استفاده از دستکش و دادن امتیاز به ضربه مشت، برخی از تغییراتی است که ما در تاپ تکواندو آوردیم؛ الان هم شاخص‌ترین تکواندوکار نمی‌تواند بیشتر از ۳۰ ثانیه مقابل تاپ‌تکواندوکاران ما دوام بیاورد.»
رئیس فدراسیون تکواندو در آبان ۱۳۸۵ تصریح کرد: «آن‌ها به صورت خودسرانه نسبت به برگزاری دوره‌های مختلف، اَرِنج تیم و حتی اعزام به مسابقات برون مرزی اقدام می‌کنند. مگر می‌شود به این شیوه کار کرد …؟! من به عنوان رئیس فدراسیون نمی‌توانم بدون آگاهی خود یا حتی سازمان تربیت بدنی شرح وظایف فدراسیون را دراختیار عدهٔ دیگری که هیچ نظارت و کنترلی بر روی آن‌ها نیست قرار دهم … ما مخالف سازمان‌های غیردولتی تکواندو نیستیم و به‌شرط نظارت فدراسیون بر عمل‌کرد آنان، آمادهٔ واگذاری بخش‌های آموزش، مربی‌گری، داوری و حتی لیگ خود به آن‌ها هستیم … با این کار دغدغهٔ ما تا حدود بسیاری رفع می‌شود و هم این که N.G.Oها نفع خواهند برد.»

پانزدهمین دوره رقابت‌های تکواندو قهرمانی استان تهران. زیر نظر کانون تکواندوکاران ایران

برخی روزنامه‌های ورزشی ایران این رویکرد را سیاست متغیر فدراسیون تکواندو نامیدند.
محمد عبدلی‌پور دبیرکل کانون تکواندوکاران در واکنش به این سخنان در گفت‌وگو با خبرگزاری فارس اعلام داشت: «ما از ابتدا نیز با فدراسیون تکواندو هیچ مشکلی نداشتیم … در همین راستا به منظور اثبات بیشتر این واقعیت می‌خواهیم برگزاری مسابقات خود را به فدراسیون بسپاریم. البته ابتدا یک دوره کوتاه آموزشی زیر نظر کمیتهٔ مسابقات کانون برپا می‌شود؛ بدون شک در چنین شرایطی این مسابقات با کیفیت و کمیت بیشتری برگزار خواهد شد.»
رئیس اتحادیه متخصصان ورزش‌های رزمی ایران در بهمن ۱۳۸۵ در گفت‌وگو با روزنامه ورزشی گل در مورد پیشنهاد همکاری فدراسیون تکواندو گفت: «این آقایان شش سال قبل با الفاظ غیر فنی و غیر علمی تشکیلات کانون را مورد عنایت قرار می‌دادند. اکنون فدراسیونی که بر اساس مستندات و اعترافات در دادگاه صالحه، طلایه‌دار مخالفت و عناد با سازمان‌های غیردولتی قانونمند است، اعلام همکاری با نهادهای مدنی می‌کند!»
علی حق‌شناس، ضمن تأیید گفته‌های عبدلی‌پور افزود: «ما آمادگی داریم تا بخشی از فعالیت‌های خود ازجمله مسابقات را پس از طی دوره‌های آموزشی زیرنظر کمیته‌های مرتبط در کانون به فدراسیون واگذار کنیم که از این همکاری آن‌ها بیشترین سود را خواهند برد.» وی خاطرنشان ساخت: «زمانی که جامعه با حضور سازمان‌های غیردولتی کاملاً بیگانه بود کار را شروع کردیم؛ حال چگونه می‌شود یک نهاد مدنی مستقل و بی‌بهره از بودجه‌های آنچنانی که هنرجو، مربی، داور و مدیرانش را خودش ساخته و با بی‌پولی و هزار کارشکنی و خون دل خوردن سرپا مانده، بیاید و با این ترفندها تحت پوشش برود؟!»
کسب مقام سیزدهم تکواندوی ایران در رقابت‌های جهانی چین (۲۰۰۷) موجب شد تا حق‌شناس خواستار عذرخواهی فدراسیون تکواندو از مردم شود.
او در ۱۳ مهر ۱۳۸۶ خواهان کناره‌گیری غلامحسن ذوالقدری از سَرمربی‌گری تیم ملی تکواندو به‌دلیل کسب نتایج ضعیف شد: «اگر احساس می‌کنند که بیش از این مثمرثمر نخواهند بود، باید شهامت داشته باشند و کناره‌گیری خود را اعلام کنند.»
ذوالقدری در ۱۶ مهر ۱۳۸۶ پس از ۱۵ سال از سَرمربی‌گری تیم ملی تکواندو استعفاء و جای خود را به رضا مهماندوست داد.
در سال ۱۳۸۸ رئیس فدراسیون تکواندو از شرکت در انتخابات این فدراسیون انصراف داد. وی در همان انتخابات شرکت و به ریاست فدراسیون برگزیده شد.
رئیس جمعیت سازمان‌های غیردولتی ورزش ایران در ۱۷ آذر ۱۳۸۸ در گفت‌وگو با فارس اظهار کرد: «در سال‌های گذشته حمایت‌های مادی و معنوی بالایی از سوی سازمان ورزش و رسانه‌ها از برخی فدراسیون‌ها ازجمله تکواندو صورت گرفته که می‌توانست نتایج به مراتب بهتر از این را به ارمغان آورد. خدمت کردن به ورزش در هر شرایط یک افتخار بزرگ است و مدیریت کردن با بودجهٔ بیت‌المال و امکانات عمومی در فدراسیون‌های ما شاهکار نیست که برخی در قبال آن با کسب نتایج متوسط بخواهند بر سر مردم و دولت مِنَت بگذراند.»
رئیس کانون تکواندوکاران ایران در آبان ۱۳۹۰ در انتقادی تند نسبت به برکناری رضا مهماندوست سرمربی وقت تیم ملی تکواندو، بار دیگر بر ضرورت نظارت نهادهای قانونی بر عمل‌کرد مالی فدراسیون تکواندو تأکید کرد.
پیش از المپیک ۲۰۱۲ لندن، رئیس کانون تکواندوکاران در مصاحبه‌ایو اتحادیه متخصصان ورزش‌های رزمی در بیانیه‌ای نسبت به عدم نتیجه‌گیری تیم ملی تکواندو در این المپیک هشدار دادند.
اتحادیه متخصصان ورزش‌های رزمی ایران در بیانیهٔ خود به‌تاریخ ۱۳۹۱/۰۲/۲۷، تخریب شخصیت رضا مهماندوست را به‌شدت تقبیح و خواستار بازگرداندن هرچه سریع‌تر وی به سَرمربی‌گری تیم ملی اعزامی به المپیک لندن شد. این اتحادیه مسئولیت عواقب شکست تیم ملی تکواندو در لندن را متوجه مسئولان فدراسیون تکواندو دانست.
پس از این بیانیه سید محمد پولادگر در ۱۳۹۱/۰۲/۳۰ در گفت‌وگو با ایلنا اظهار کرد: «متأسفانه برخی‌ها در آستانهٔ المپیک دهان خود را باز کرده و سخنانی به گزاف می‌گویند که باید به ایرانی بودن آن‌ها شک کرد. باید به حال کسانی که منافع شخصی را به منافع ملی ترجیح می‌دهند و به همین دلیل منافع ملی را زیر سؤال می‌برند، تأسف خورد.» وی افزود: «من از رسانه‌ها انتظار دارم بلندگوی این قبیل افراد نباشند، چون هرگونه حاشیه‌سازی برای تیم ملی تمرکز قهرمانان کشورمان را به هم می‌ریزد. این قبیل کارها کار دشمنان است نه دوستان.»
سیدعلی حق‌شناس در ۱۳۹۱/۰۳/۱۳ گفت: «وطن فروشان واقعی را همه می‌شناسند. خواهشم این است که برخی افراد دَم از میهن دوستی نزنند که کارنامهٔ جالبی در این زمینه ندارند. همین افراد ۱۳ سال پیش نگذاشتند اولین تیم خصوصی ورزش ایران در یک تورنمنت معتبر بین‌المللی شرکت کند، این‌ها جلوی نمایندگان دَه‌ها کشور خارجی بچه‌های ایران را که آمادهٔ افتخارآفرینی برای کشورشان بودند و با مکافات هزینهٔ اعزامشان را جور کرده بودند به خاطر عشق به مقامشان سرافکنده کردند … شما ببینید کسانی که دَه سال پیش در توهم از میان بردن یک تشکل نوپا (کانون تکواندوکاران ایران) و یک سبک ایرانی (تاپ‌تکواندو) در مقابل کره‌ای‌ها تعظیم می‌کردند که از آنان در داخل حمایت کنند، حالا برای ما صحبت از ایرانی بودن می‌کنند … سال‌ها حضور نامشخص یک اجنبی در رأس کمیتهٔ فنی فدراسیون ایران که به سرود ملی ما، به ملی‌پوشان ما توهین می‌کرد، نشان از عشق به ایران است؟! آقایان ظاهرساز که با صهیونیست‌ها پشت یک میز می‌نشینند و عکس یادگاری می‌گیرند به چه جرأتی دم از منافع ملی می‌زنند؟ !»
پس از عدم موفقیت تکواندوی ایران در المپیک لندن، کانون تکواندوکاران ایران در ۱۳۹۱/۰۵/۲۱ در بیانیه‌ای، مدیران دولتی تکواندوی ایران را باندی اپورتونیست و دشمن مردم نامید و خواهان مجازات مسببان این شکست شد.
پولادگر در همان روز در لندن به‌دلیل کسب نتایج ضعیف از مردم عذرخواهی کرد و نبود مهماندوست را از عوامل آن شکست دانست.
پس از آن، کمیتهٔ فنی فدراسیون تکواندو به ریاست پولادگر در ۱۸ شهریور ۱۳۹۱ تشکیل و طی بیانیه‌ای، مصاحبه‌ها و اظهارنظرهای به گفتهٔ این کمیته: «مغرضانهٔ قبل و بعد از بازی‌های المپیک» را باعث عدم تمرکز و حواشی در تیم ملی و جامعهٔ تکواندو عنوان کرد! این بیانیه با انتقاد رسانه‌ها و خبرگزاری‌ها مواجه شد.
جواد مشیری، رئیس وقت کمیتهٔ اجرایی و نائب‌رئیس کنونی کانون تکواندوکاران در گفت‌وگویی در دی ۱۳۹۱ اظهار داشت: «قانون‌شکنان نمی‌دانستند با چه مجموعهٔ پرتوان و با انگیزه‌ای طرف هستند؛ ما برای پنجاه سال دیگر، هم استراتژی داریم و هم برنامه‌ریزی کرده‌ایم.»
جعفر شریفی، عضو شورای مرکزی کانون در مهر ۱۳۹۲ گفت: «سازمان یافته‌ترین، سازمان غیردولتی ورزشی در جهان هستیم.»
سید محمد پولادگر پس از بازی‌های آسیایی ۲۰۱۴ در تاریخ ۲۸ مهر ۱۳۹۳ در گفت‌وگو با شبکه پنج سیما تصریح کرد: «برخی آقایان می‌گویند با این بودجه و امکانات، کسب مدال و عنوان چندان کار سختی نیست. باید گفت، پس این وسط هوشمندی و مدیریت و درایت چه می‌شود؟ البته این را که گفتم یک‌وقت مسئولین دست نگیرند و بودجه‌مان را کم نکنند.»
سیدعلی حق‌شناس پیش از المپیک ۲۰۱۶ برزیل در خرداد ۱۳۹۵، نسبت به کسب نتایج ضعیف تکواندو در برزیل هشدار داد و آن را برآیند بی‌تدبیری مسئولان فدراسیون تکواندو دانست. او اظهار داشت: «سؤال این‌جاست، فدراسیونی که از پرداخت دستمزد ناچیز یک مربی جهانی عاجز بود، چگونه ظرف چندماه به اذعان مصاحبه‌های آقایان که مستنداتش موجود است،
بدهی‌اش از چهارصد میلیون به بیش از یک میلیارد تومان، یعنی سیصد درصد افزایش رسید؟! … طی پانزده سال گذشته بارها از سازمان بازرسی کل کشور خواسته‌ایم تا چگونگی صرف بودجهٔ بیت‌المال در فدراسیون تکواندو را مورد بررسی قرار دهد تا دست‌کم مشخص شود بر چه اساسی یک فدراسیون طی شش ماه آن قدر بدهی بالا می‌آورد.»
رئیس کانون تکواندوکاران ایران در مرداد ۱۴۰۰، پس از ناکامی تکواندوی ایران در المپیک ۲۰۲۰ در گفت‌وگو با مهر، صراحتاً رئیس فدراسیون تکواندو و کمیتهٔ فنی منصوب شده از سوی وی را فاقد صلاحیت فنی و اجرایی لازم برای مدیریت و تصمیم‌گیری در خصوص آیندهٔ تکواندو دانست.

### اظهارات رئیس کانون تکواندوکاران ایران در بیست‌ویکمین سالگرد تأسیس کانون
سیدعلی حق‌شناس در ۱۴۰۱/۰۷/۱۱ در گفت‌وگویی بیان داشت: «ده سال کار اجرائی بی‌سابقه کردیم، یازده سال کار تئوری بی‌نظیر … توانایی زمین زدن کانون را در ظرفیت وجودی محمد پولادگر نمی‌بینم. بیست سال پیش این شخص را پای میز محاکمه کشاندیم و تا مرز زندان رفتنش پیش رفتیم، نه مَرعوب او شدیم نه بزرگ‌ترهایش، باز هم در دادگاه صالحه زیارتش خواهیم کرد؛ او باید پاسخ‌گوی اعمالش باشد، عدالت تاریخ انقضاء ندارد. … تکواندوکارنماها ورزش ما را به ورطهٔ سقوط کشاندند … دست فرصت‌طلبان و سودجویان واقعی، قانون‌شکنان و … را مستنداً برای مردم «رو» کردیم. روش کاری ما با این قبیل افراد بر مبنای اصل اقدام متقابل است.»

## جلوگیری از مصادره به‌مطلوب تأسیس اولین مدارس تکواندو

سردر نخستین مدرسهٔ تکواندو ایران، مدرسهٔ تکواندو کانون تکواندوکاران ایران. آبان ۱۳۸۱

رئیس فدراسیون تکواندو جمهوری اسلامی ایران در آبان ۱۳۸۶ از افتتاح اولین مدرسه تکواندو در آینده‌ای نزدیک خبر داد!
محمد عبدلی‌پور دراین رابطه در گفت‌وگویی بیان کرد: «البته در خروجی یکی از خبرگزاری‌ها به‌درستی افتتاح اولین مدرسه، تحت پوشش فدراسیون تکواندو اعلام شده بود. آنچه مسلم است بر اساس مستندات حقیقی و حقوقی اولین و دومین مدرسه تکواندو در ایران توسط بخش خصوصی (کانون تکواندوکاران ایران) در استان‌های تهران و مازندران تأسیس و به بهره‌برداری رسیده است.
به هر حال جا دارد ضمن تقدیر از زحمات بخش دولتی تکواندو کشور، افتتاح سومین مدرسهٔ تکواندو را به ایشان تبریک عرض کنیم.»
داوود سرتیپی، رئیس شاخهٔ جوانان کانون تکواندوکاران در ۱۳۹۳/۰۳/۱۱ در گفت‌وگویی با انتقاد از آنچه کپی‌کاری‌های مُکرر فدراسیون دولتی تکواندو در زمینه‌های مختلف از کانون تکواندوکاران نامید، تصریح کرد: «در قضیهٔ تأسیس اولین مدارس تکواندوی ایران که توسط کانون انجام شده و سال‌ها پس از آن فدراسیون تکواندو قصد ثبت آن به نام خود را داشت، سریعاً وارد عمل شدیم و افراد فاقد عمل و ابتکار را مجبور به عقب‌نشینی که خودشان و ما می‌دانیم، کردیم.»

## بیانیه‌ها و درخواست محاکمهٔ محمد پولادگر
درپی ناکامی تیم ملی تکواندو در المپیک لندن، کانون تکواندوکاران ایران در ۱۳۹۱/۰۵/۲۱ در بیانیه‌ای شدیداللحن، مدیران دولتی تکواندوی ایران را اپورتونیست و دشمنِ مردم ایران نامید که طی سال‌ها چنبره‌زدن بر این ورزش و سوءاستفاده از قدرت، تکواندو را عرصهٔ تاخت و تاز تمنیات شخصی خود قرار داده‌اند …؛ کانون در این بیانیه، خواهان مجازات مسببان این شکست شد.
کمیتهٔ فنی فدراسیون تکواندو به‌ریاست پولادگر در ۱۸ شهریور ۱۳۹۱ تشکیل و طی بیانیه‌ای، مصاحبه‌ها و اظهارنظرهای مغرضانه قبل و بعد از بازی‌های المپیک را باعث عدم تمرکز و حواشی در تیم ملی و جامعهٔ تکواندو عنوان کرد!
پس از شکست تکواندوکاران ایران در المپیک ریو، کانون تکواندوکاران طی بیانیه‌ای در ۱۳۹۵/۰۶/۰۱ اعلام کرد: «مسئولیت این شکست بر عهدهٔ اشخاص یا نهادهایی است که در این چندسال از رئیس فدراسیون تکواندو که فاقد کم‌ترین پیشینهٔ فنی لازم بوده و حتی یک روز سابقهٔ فعالیت اجرایی داوطلبانه در ورزش ندارد، حمایت کرده‌اند.» کانون در این بیانیه خواستار محاکمهٔ سید محمد پولادگر شد.»
در تاریخ ۰۳/ ۰۵/ ۱۴۰۰ کانون در بیانیه‌ای، شکست تکواندو در المپیک ۲۰۲۰ را محصول سیاست‌های غلط دولت در ورزش دانست. در بخشی از این بیانیه آمده است: «ورزشکاران مهاجر ما را مزدور و بی وطن و … می‌نامند! ما با آنان چه کردیم که بی وطن شدند؟! آیا طی این سال‌ها کاری جز تحقیر افراد و نفرت پراکنی انجام داده‌ایم؟! تقابل ناهید و کیمیا، صحنهٔ فروپاشی بدیهی‌ترین تعریف از وطن‌پرستی بود.»؛ کانون در این بیانیه مجدداً خواستار محاکمهٔ پولادگر در «مرجع قضایی صالح» به دلیل آنچه سوء رفتار و مدیریت و هدر دادن بیت‌المال در طی سال‌ها خواند، گردید.

## نامه به وزیر ورزش و انتقاد از به‌کارگیری ورزش‌های رزمی در سرکوب مردم و انتصاب معاون وزیر
رئیس کانون تکواندوکاران ایران و اتحادیه متخصصان ورزش‌های رزمی ایران در نامه‌ای به سید حمید سجادی وزیر ورزش و جوانان در ۱۴۰۱/۰۷/۲۳، از سخنان وی دربارهٔ استفاده از هنرهای رزمی جهت سرکوب اعتراضات سراسری ۱۴۰۱ ایران، انتقاد کرد. سید علی حق‌شناس هم‌چنین در این نامه به انتصاب سید محمد پولادگر به سمت «معاونت توسعهٔ ورزش قهرمانی و حرفه‌ای وزارت ورزش» به‌عنوان «شخصی فاقد صلاحیت فنی و اجتماعی با پرونده‌های قضایی متعدد و حواشی پرتعداد مالی و …» نیز اعتراض کرد. حق‌شناس در این نامه به گفته‌های پولادگر مبنی بر دعوت از ورزشکاران برای حفظ وحدت ملی، چنین واکنش نشان داد:
«یاللعجب! فردی سخن از وحدت ملی می‌راند که برآیند ۲۷ سال مدیریت مُشعشَع وی در فدراسیون تکواندو، … نارضایتی عمومی همه‌جانبه در این ورزش بوده است …؛ لازم است این‌گونه اظهارنظرها را به اشخاصی در زیرمجموعهٔ خود واگذار نمایید که از مقبولیت و صلاحیت ورزشی و اجتماعی کافی و لازم برخوردار بوده تا در شرایط خاص فعلی، دعوت به وحدت ملی به سَرخوردگی هرچه بیش‌تر ملی مُبدل نگردد.»

## فعالیت‌های علمی
از اقدامات کانون تکواندوکاران ایران پس از آغاز به‌کار، فعالیت در زمینه‌های علمی و تئوری ورزش بوده است. علی حق‌شناس دراین‌باره در ۱۷ اسفند ۱۳۸۱ در جمع خبرنگاران گفت: «فقدان علم در ورزش منجر به‌شکست هرگونه حرکتی در این زمینه می‌شود، لذا مقولات علمی حتماً باید در ورزش‌های رزمی لحاظ شود … در حال حاضر تکواندوی موجود در کشور از مباحث تئوریک آن دور شده است.»
از فعالیت‌های علمی کانون می‌توان به موارد زیر اشاره کرد:
- برگزاری سمینارهای علمی تخصصی توسعهٔ تکواندوی ایران.
- نگارش و انتشار کتب علمی، مرجع و دانشگاهی:
- دانشنامهٔ هنرهای رزمی: نخستین دایرةالمعارف ورزش‌های رزمی در ایران ؛ اثر علی حق‌شناس - رئیس کانون؛ (چاپ اول ۱۳۹۵، چاپ پنجم ۱۴۰۲).[۲۳۲][۲۳۳]
- مکتب تاپ‌تکواندو - سبک آزاد تکواندوی جهان؛ اثر علی حق‌شناس - رئیس کانون و بنیان‌گذار تاپ‌تکواندو؛ (چاپ اول ۱۳۹۹، چاپ سوم ۱۴۰۲).[۲۳۴][۲۳۵][۲۳۶]
- آسیب‌شناسی ورزش‌های رزمی: نخستین مرجع فارسی آسیب‌شناسی ورزش‌های رزمی؛ اثر علی حق‌شناس - رئیس کانون؛ (چاپ اول ۱۴۰۱ - چاپ دوم ۱۴۰۲).[۲۳۷][۲۳۸]
- فیزیولوژی تکواندو: نخستین مرجع فیزیولوژی تکواندو در ایران؛ اثر علی حق‌شناس - رئیس کانون؛ (چاپ اول ۱۴۰۱ - چاپ دوم ۱۴۰۲).[۲۳۹][۲۴۰]
- نقش مربی در تکواندو از پایه تا تیم‌های ملی، اثر علی حق‌شناس - رئیس کانون؛ (۱۴۰۲).[۲۴۱][۲۴۲]
- فلسفۀ هنرهای رزمی مشرق زمین (اوکیناوا، ووشو، جودو و تکواندو)، اثر علی حق‌شناس - رئیس کانون؛ (۱۴۰۲).[۲۴۳][۲۴۴]
- اصول داوری پیشرفته در تکواندو، (کیوروگی، پارا و پومسه)، اثر علی حق‌شناس - رئیس کانون؛ (۱۴۰۳).[۲۴۵]
- نخستین مرجع جامع داوری تکواندو در ایران(هیانگ، کیوروگی، پارا، پومسه و هان مادانگ)، اثر علی حق‌شناس - رئیس کانون؛ (۱۴۰۴).[۲۴۶]
- تاپ‌تکواندو، کیک‌بوکسینگ و موی‌تای، اثر جواد مشیری - نائب‌رئیس کانون و معاون فنی فدراسیون بین‌المللی تاپ‌تکواندو؛ (۱۴۰۱ - چاپ دوم ۱۴۰۲).[۲۴۷][۲۴۸]
- فلسفۀ تکواندو، کاراته و کونگ‌فو، اثر جواد مشیری - نائب‌رئیس کانون؛

(۱۴۰۲).
- تانگ سو دو، کوک سول وان  و هاپکیدو، اثر مهران خلیلی - دبیر شورای فنی و معاون سبک‌های کُره‌ای کانون؛ (۱۴۰۱).[۲۵۱][۲۵۲]
- آموزش دفاع شخصی در نبرد تن‌به‌تن، اثر مهران خلیلی - دبیر شورای فنی و معاون سبک‌های کُره‌ای کانون؛ (۱۴۰۱).[۲۵۳][۲۵۴]